# Operación Perro Rojo
Operación Perro Rojo (Operation Red Dog, en inglés) fue el nombre en clave de un complot de obstruccionismo militar del 27 de abril de 1981 por parte de ciudadanos canadienses y estadounidenses, en gran parte afiliados a grupos supremacistas blancos y Ku Klux Klan, para derrocar al gobierno de Dominica, donde planeaban restaurar al exprimer ministro Patrick John al poder. Las figuras principales incluían al miembro del Klan estadounidense Mike Perdue, al neonazi germano-canadiense Wolfgang Droege, al supremacista blanco estadounidense Don Black y al contrabandista de armas de Barbados Sydney Burnett-Alleyne. Después de que el complot fuera frustrado por agentes federales estadounidenses en Nueva Orleans, Luisiana, los medios de comunicación lo apodaron «Bayou of Pigs», después de la fallida invasión de Bahía de Cochinos en 1961.
El líder Mike Perdue y otros seis hombres se declararon culpables de violación de la Ley de Neutralidad; Otros dos fueron declarados culpables por un jurado. Cada uno de los hombres recibió sentencias de tres años de prisión. Otro hombre vinculado al complot se suicidó tras ser implicado como financista. Perdue afirmó que el exgobernador de Texas John Connally y el congresista Ron Paul conocían el complot, pero el juez de distrito de los Estados Unidos, Lansing Mitchell, declaró que ninguno tenía ninguna conexión con el complot y se negó a citarlos.

## Historia
El plan era alquilar un barco a Dominica y reunirse en botes neumáticos con Patrick John y su ejército improvisado. La génesis de la idea provino de Perdue, miembro del Klan desde hace mucho tiempo, quien conoció a Droege en 1979. Ese verano, Perdue esbozó su plan para derrocar al gobierno de Granada y establecer varios negocios lucrativos. Después de su reunión, se estableció que Droege localizaría fondos y recursos. El croata-canadiense Don Andrews estuvo inicialmente involucrado, pero después de que Perdue cambió la isla objetivo a Dominica, Andrews se retiró. Los miembros del Klan Arnie Polli y Roger Dermee recibieron un pago de 3.000 dólares para visitar Dominica y realizar un reconocimiento preliminar. El neonazi alemán-canadiense Martin K. Weiche fue supuestamente un patrocinador financiero del complot junto con James White de Houston y L. E. Matthews de Jackson, Mississippi.
El 21 de junio de 1981, J. W. Kirkpatrick, de Memphis, vinculado al intento de golpe por testimonio judicial, se suicidó con una escopeta. Perdue testificó que había recibido 10.000 dólares de Kirkpatrick para financiar el asalto a Dominica. Kirkpatrick era cuñado del exrepresentante de Arkansas Ezequiel C. Gathings, y sus amigos dijeron que tenía opiniones políticas extremadamente conservadoras y pensaba que el golpe impediría una toma de poder comunista. Un colega dijo que Kirkpatrick era un «super-ultra-ultra-ultra-conservador» que «pensaba que el país se iba al infierno». Perdue también testificó que utilizó 70.000 dólares recaudados de empresarios para comprar armas, dinamita y otros equipos militares, y para pagar viajes de reconocimiento a Dominica.
En 1984, durante una entrevista realizada por el diario Nation Newspaper de Barbados, se le preguntó a Sydney Burnett-Alleyne, uno de los líderes del complot, si el grupo había planeado derrocar al gobierno de Barbados e instalar a John como primer ministro allí también. Él respondió:

Podría haberse convertido en primer ministro, aunque ésa no era la verdadera razón detrás de mi plan de acción. Quería sumar la masa terrestre de Dominica a la de Barbados y también poder emprender un proyecto industrial de tamaño considerable. Recursos sudafricanos, millones de dólares, estaban a mi disposición para utilizarlos en tal proyecto. Pero Patrick John no hizo lo que se suponía que debía haberse hecho. Pero más que eso, me enojé cuando descubrí que estaba regalando tierras dominicanas a los estadounidenses. Perdió una importante oportunidad de ser una figura central en la historia del Caribe.

En agosto  2008 se publicó un libro sobre la trama, Bayou of Pigs, del periodista canadiense Stewart Bell.